# Pedra (kommun)
Pedra är en kommun i Brasilien.   Den ligger i delstaten Pernambuco, i den östra delen av landet, 1 400 km nordost om huvudstaden Brasília. Antalet invånare är 20 950.
Följande samhällen finns i Pedra:
- Pedra

Omgivningarna runt Pedra är huvudsakligen savann. Runt Pedra är det glesbefolkat, med 11 invånare per kvadratkilometer.